# 金山従革
金山 従革（かなやま じゅうかく、1864年12月25日（元治元年11月27日）- 1936年（昭和11年）12月12日）は、明治から昭和初期の実業家、政治家。衆議院議員、富山県中新川郡立山村長。号・七十二峰山人。

## 経歴
越中国新川郡、のちの富山県上新川郡布倉村（立山村宮路、中新川郡立山村を経て現立山町宮路）で、金山半治の長男として生まれた。金沢在住のイギリス人・ウィルキンソン家の書生として英語を学び、来日した清国学者・楊守敬に師事して漢学を修めた。その後、石川県立農業講習所（現石川県立翠星高等学校）で学んだ。1901年（明治34年）1月、家督を相続した。
1889年（明治22年）布倉村（1894年、立山村に改称）が発足すると初代村長に就任。当初は自邸を役場に提供し、村民の信頼を得た。1917年（大正6年）第13回衆議院議員総選挙の際に郡長と対立し、井上孝哉富山県知事から村長解職命令を受けたが、自発的な辞職願を提出した処理を行った。
1898年（明治31年）3月、第5回衆議院議員総選挙（富山県第1区、進歩党）で当選し、衆議院議員に1期在任。この間、保安条例廃止に貢献した。その他、富山県会議員にも在任した。
実業界では、富山日報社長、立山製紙社長、立山軽便鉄道取締役、立山鉄道（現富山地方鉄道）専務取締役などを務め、地域の産業振興に貢献した。